# William Henry Finlay
William Henry Finlay (* 17. Juni 1849 in Liverpool, England; † 7. Dezember 1924 in Kapstadt, Südafrika) war ein südafrikanischer Astronom.
Er war erster Assistent am Royal Observatory in Kapstadt in den Jahren 1873 bis 1898.
Er war auch gleichzeitig der erste Astronom, der den Großen Septemberkometen  (C/1882 R1) gesehen hat. Dies geschah am 7. September 1882. Vier Jahre später, am 26. September 1886 entdeckte er dann noch den kurzperiodischen Kometen 15P/Finlay.